# NR1H3
NR1H3 (англ. Nuclear receptor subfamily 1 group H member 3) – білок, який кодується однойменним геном, розташованим у людей на короткому плечі 11-ї хромосоми. Довжина поліпептидного ланцюга білка становить 447 амінокислот, а молекулярна маса — 50 396.
| 10         |  | 20         |  | 30         |  | 40         |  | 50         |
| ---------- |  | ---------- |  | ---------- |  | ---------- |  | ---------- |
| MSLWLGAPVP |  | DIPPDSAVEL |  | WKPGAQDASS |  | QAQGGSSCIL |  | REEARMPHSA |
| GGTAGVGLEA |  | AEPTALLTRA |  | EPPSEPTEIR |  | PQKRKKGPAP |  | KMLGNELCSV |
| CGDKASGFHY |  | NVLSCEGCKG |  | FFRRSVIKGA |  | HYICHSGGHC |  | PMDTYMRRKC |
| QECRLRKCRQ |  | AGMREECVLS |  | EEQIRLKKLK |  | RQEEEQAHAT |  | SLPPRASSPP |
| QILPQLSPEQ |  | LGMIEKLVAA |  | QQQCNRRSFS |  | DRLRVTPWPM |  | APDPHSREAR |
| QQRFAHFTEL |  | AIVSVQEIVD |  | FAKQLPGFLQ |  | LSREDQIALL |  | KTSAIEVMLL |
| ETSRRYNPGS |  | ESITFLKDFS |  | YNREDFAKAG |  | LQVEFINPIF |  | EFSRAMNELQ |
| LNDAEFALLI |  | AISIFSADRP |  | NVQDQLQVER |  | LQHTYVEALH |  | AYVSIHHPHD |
| RLMFPRMLMK |  | LVSLRTLSSV |  | HSEQVFALRL |  | QDKKLPPLLS |  | EIWDVHE    |

A: Аланін

C: Цистеїн

D: Аспарагінова кислота

E: Глутамінова кислота

F: Фенілаланін

G: Гліцин

H: Гістидин

I: Ізолейцин

K: Лізин

L: Лейцин

M: Метіонін

N: Аспарагін

P: Пролін

Q: Глутамін

R: Аргінін

S: Серин

T: Треонін

V: Валін

W: Триптофан

Кодований геном білок за функціями належить до рецепторів, активаторів. 
Задіяний у таких біологічних процесах, як транскрипція, регуляція транскрипції, альтернативний сплайсинг. 
Білок має сайт для зв'язування з іонами металів, іоном цинку, ДНК. 
Локалізований у ядрі.